# Иванченково
Иванченково — хутор в Россошанском районе Воронежской области.
Входит в состав Алейниковского сельского поселения.

## География

### Улицы
- ул. Луговая,
- ул. Новая,
- ул. Приозёрная.

## История
В 1999 году хутор Иванченков переименован в Иванченково.

## Население
| 2010 |
| ---- |
| 16   |